# Serge Moati

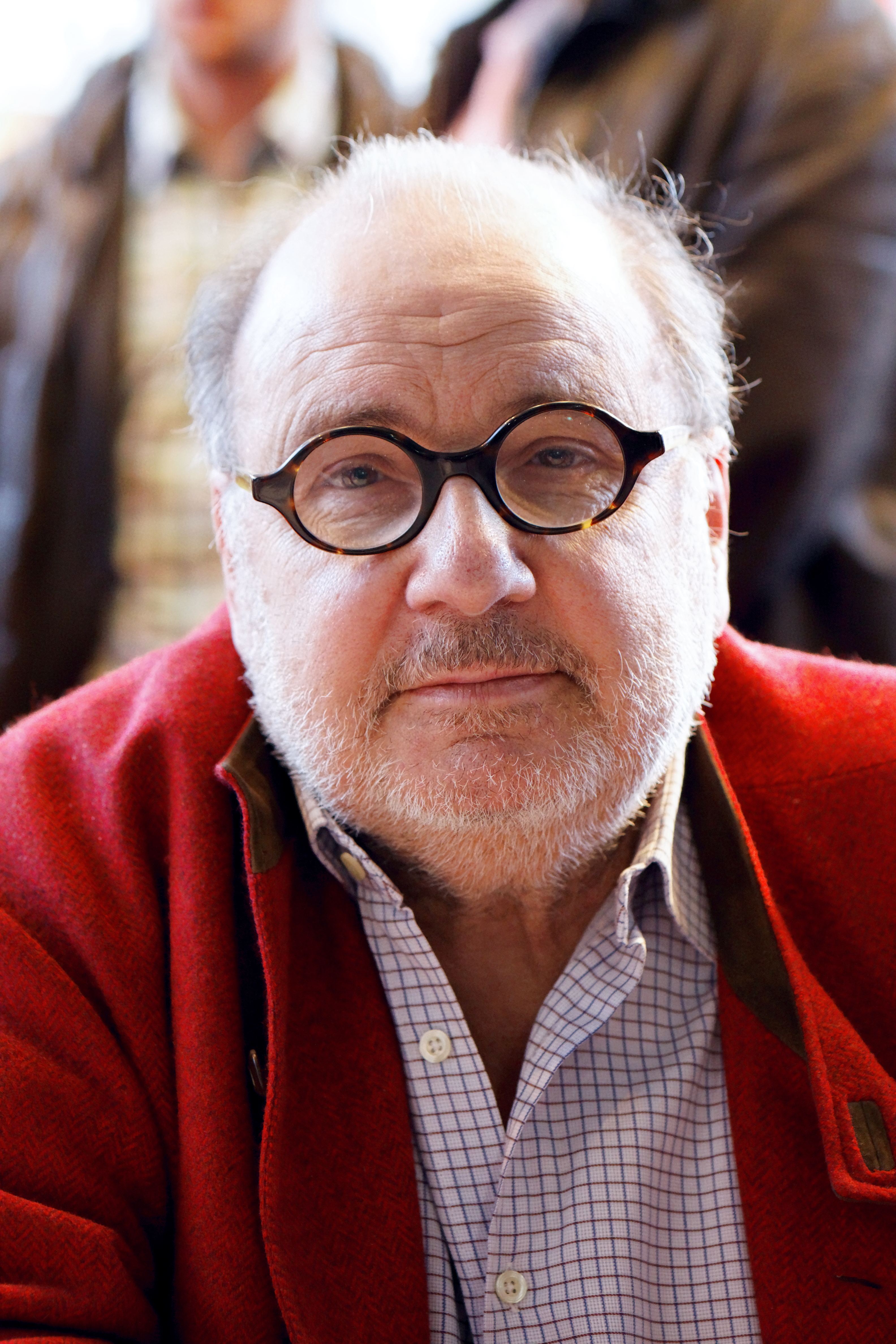
Serge Moati (2011)

Serge Moati (* 17. August 1946 in Tunis als Henry Moati) ist ein französischer Regisseur, Produzent und Schauspieler franko-tunesischer Abstammung.

## Leben
Serge Moati ist der Bruder der Schriftstellerin Nine Moati. Er leitete in den 1960er Jahren gemeinsam mit Gérard de Battista und Gérard Delassus die Filmschule des Centre Culturel Franco-Nigérien in Niger.
Mit der Verfilmung von François Mauriacs Le Sagouin (mit Marie-Christine Barrault) wurde Moati 1972 bekannt. Seinen Durchbruch feierte er 1976 mit dem Thriller Nuit d'or - Die Nacht aus Gold, in dem neben französischen Stars wie Bernard Blier, Marie Dubois, Charles Vanel, Maurice Ronet und Anny Duperey auch die Deutschen Klaus Kinski und Elisabeth Flickenschildt mitwirkten. Moatis Film, in dem ein Totgeglaubter (Kinski) seine Familie terrorisiert, geißelt mit surrealen Szenen und zahlreichen Symbolen die Heuchelei eines bigotten Bürgertums. Es folgten unter anderem Rossel et la commune de Paris (1977), Am Ende ist alles vergessen (1981), Olympe de nos amours (1989), Le piège (1991) und Une femme dans la tourmente (1995, mit Miou-Miou), Une page d'amour (1996, mit Miou-Miou und Jacques Perrin), Sapho (1997, mit Mireille Darc), Maison de famille (1999, mit Marie-Christine Barrault) und Söldner der Hölle (2005, mit Richard Bohringer). Neben den Spielfilmen drehte Moati auch Dokumentationen (Les Mitterrand, Une vie ordinaire ou Mes questions sur l'homosexualité).
Als Schauspieler tritt Moati gelegentlich in seinen eigenen Filmen auf, außerdem u. a. in Au bout du chemin (1981), Le Garçon qui ne dormait pas (1994) und Sami, le pion (2002).

## Filmographie (Auswahl)
Regie
- 1970: Yan Diga
- 1976: Nuit d'or – Die Nacht aus Gold (Nuit d'or)
- 1977: Rossel et la commune de Paris (TV)
- 1981: Am Ende ist alles vergessen (T‘es grand et puis t‘oublies) (TV)
- 1984: Blutiger Asphalt (Mort aux ténors)
- 1989: Olympe de nous amours (TV)
- 1991: Le piège (TV)
- 1994: Des feux mal éteints
- 1995: Die Diplomatin (Une femme dans la tourmente) (TV)
- 1996: Une page d´amour (TV)
- 1997: Sapho (TV)
- 1998: Israel am 7. Tag – Ein Kibbuz in Galiläa (Le septième jour d‘Israël, un kibboutz en Galilée)
- 1999: Maison de famille (TV)
- 1999: Jesús (TV)
- 2008: Mitterrand à Vichy
- 2010: Je vous ai compris: De Gaulle 1958–1962 (TV)
- 2011: Changer la vie, Mitterrand 1981–1983 (TV)
- 2001: Ein ganz normales Leben (Une vie ordinaire ou Mes questions sur l'homosexualité) (auch Drehbuch)
- 2004: Feinde, Nachbarn, Freunde – Französische und deutsche Journalisten erzählen (France – Allemagne, les ondes parallèles)
- 2005: Söldner der Hölle (Capitaine des ténèbres)
- 2005: François Mitterrand – Franzose, Staatsmann, Legende (Les Mitterrand‘s)

Darsteller
- 1980: Kinder für das Vaterland (Allons z‘enfants)

Produktion
- 1999: Gib mir meinen Namen zurück (Rends-moi mon nom)
- 2002: Mein Bruder Leo (Tout contre Léo)

## Schriftstellerisches Werk
- Villa Jasmin. Paris 2005, ISBN 978-2253108511.